# 1968 en chimie
Cet article présente les faits marquants de l'année 1968 en chimie.

## Évènements
- 1re Olympiades Internationales de Chimie, organisées à Prague en Tchécoslovaquie du 18 juin au 21 juin[1].
- 1er janvier : Publication du premier numéro de Accounts of Chemical Research[2].
- Frederick Sanger utilise du phosphore radioactif comme traceur pour déchiffrer une séquence d’ARN de 120 bases par chromatographie[3].

## Prix
- Prix Nobel de chimie : Lars Onsager pour la découverte des relations réciproques qui portent son nom et qui sont fondamentales dans la thermodynamique des processus irréversibles[4].
- Prix Procter & Gamble : Albert C. Zettlemoyer[5]
- Prix Anselme-Payen : Alfred Stamm[6]
- Médaille Garvan-Olin : Gertrude Elion[7]
- Prix Ernest-Guenther : Elias J. Corey[8]
- ACS Award in Pure Chemistry : Orville L. Chapman[9]
- Prix Irving-Langmuir : Henry Eyring[10]
- Médaille Priestley : William Gould Young[11],[12]
- Médaille Davy : John Warcup Cornforth et George Joseph Popják en reconnaissance de leur travail commun remarquable sur l'élucidation de la voie de biosynthèse des polyisoprénoïdes et des stéroïdes[13],[14].
- Faraday Lectureship : Charles Alfred Coulson[15]
- Claude S. Hudson Award in Carbohydrate Chemistry : Hewitt G. Fletcher, Jr.[16]
- Médaille Lavoisier de la Société chimique de France : Robert Burns Woodward[17]
- Médaille William-H.-Nichols : William S. Johnson[18]

## Naissances
- 11 décembre[19] : Emmanuelle Charpentier, microbiologiste, généticienne et biochimiste française, prix Nobel de chimie 2020[20].

## Décès
- 26 janvier[21] : Paul Pascal (né en 1880), chimiste français.
- 3 février[22] : Carl Krauch (né en 1887), chimiste et industriel allemand.
- 21 février[23] : Howard Walter Florey (né en 1898), pharmacologue australien, prix Nobel de physiologie ou médecine en 1945[24].
- 28 juillet[25] : Otto Hahn (né en 1879), chimiste allemand, prix Nobel de chimie en 1944[26].
- 27 octobre[27] : Lise Meitner (née en 1878), physicienne autrichienne naturalisée suédoise renommée pour ses travaux sur la radioactivité et la physique nucléaire. Elle a joué un rôle majeur dans la découverte de la fission nucléaire et à découvert le protactinium avec Otto Hahn en 1918[28].